# تايجا
وإسمه مايكل راي نغوين ستيفنسون (بالإنجليزية: Micheal Ray Stevenson) وإسمه الفني تايجا (بالإنجليزية: Tyga) وهو مغني راب أمريكي ولد في يوم 19 نوفمبر 1989 في كومبتون، كاليفورنيا من أشهر أغانيه أغنية Rack City و Cocunut Juice، والد تايجا هو من أصل فيتنامي وأمه من أصل جمايكي.

## روابط خارجية
- تايجا على موقع IMDb (الإنجليزية)
- تايجا على موقع ميوزك برينز (الإنجليزية)
- تايجا على موقع رولينغ ستون (الإنجليزية)
- تايجا على موقع إن إن دي بي (الإنجليزية)
- تايجا على موقع أول ميوزيك (الإنجليزية)
- تايجا على موقع ديسكوغز (الإنجليزية)
- تايجا على موقع ديسكوغز (الإنجليزية)
- تايجا على موقع قاعدة بيانات الفيلم (الإنجليزية)